# Пьер Менар, автор «Дон Кихота»
Пьер Менар, автор «Дон Кихота» (исп. Pierre Menard, autor del Quijote) — один из самых известных рассказов Х. Л. Борхеса, впервые изданный в журнале Sur в 1939 году. В 1941 году рассказ был включён в сборник «Сад расходящихся тропок», а в 1944 году вышел в составе сборника ''Ficciones''. Образ вымышленного писателя Пьера Менара, потратившего много лет своей жизни на то, чтобы воспроизвести несколько глав из романа М. Сервантеса «Дон Кихот», стал популярной метафорой автора в постмодернистскую эпоху. Рассказ посвящён Сильвине Окампо. По замечанию американского критика Джорджа Стайнера, данный рассказ является «самым острым, самым концентрированным выражением из тех, что кто-либо когда-либо делал о ремесле переводчика».
Рассказ написан в форме обзора творчества некоего умершего писателя. Вначале приводится перечень его немногочисленных произведений, среди которых стихи, монографии по эзотерическим проблемам логики, теории шахмат и ряд других произведений сложноопределимых жанров. Затем автор переходит к характеристике главного труда Пьера Менара — «девятая и тридцать восьмая главы из первой части Дон Кихота и фрагмент из главы двадцать второй». Задача, которую поставил перед собой Пьер Менар, состояла в том, чтобы воспроизвести каким-то образом стиль и текст Сервантеса, передать их через мироощущение человека XX века. Первоначальный план достижения этой цели — изучить испанский язык XVII века, «вновь проникнуться католической верой, воевать с маврами или с турками, позабыть европейскую историю с 1602 по 1918 год, стать Мигелем Сервантесом» был отвергнут Менаром как слишком простой, вместо чего он создаёт новый текст, такой, какой бы создал современный писатель, избравший в качестве «реальности» Испанию XVII века. В конце Борхес приводит несколько примеров того, к чему могло бы привести продолжение этого подхода перенесения авторства современных писателей на произведения прошлых веков.
Исходная идея подхода, который пытался реализовать Пьер Менар, по словам Борхеса, принадлежит немецкому поэту XVIII века Новалису, выражена в его Dichter über ihre Dichtungen и состоит в том, что понять писателя можно, только если действовать в «его духе» (нем. wenn ich in seinem Geiste handeln kann). Однако Менар, отказываясь от мысли стать интеллектуальным двойником Сервантеса, желает написать заново страницы из его книги от своего имени, а не как Сервантес. Последующие критики интерпретировали эту мысль Борхеса как относящуюся к проблеме передачи авторской индивидуальности при переводе. По Борхесу, перевод — это не передача текста на другом языке, но преобразование его в другой текст.
На русском языке рассказ издавался в переводе Е. Лысенко.